# Іна Клебер
Іна Клебер  (нім. Ina Kleber, 29 вересня 1964) — німецька плавчиня, олімпійська медалістка.

## Виступи на Олімпіадах
| Олімпіада   | Дисципліна                      | Місце |
| ----------- | ------------------------------- | ----- |
| Москва 1980 | плавання на 100 метрів на спині | 2     |